# Songowareng
Songowareng is een bestuurslaag in het regentschap Lamongan van de provincie Oost-Java, Indonesië. Songowareng telt 2260 inwoners (volkstelling 2010).